# وارمی
وارمی، روستایی است از توابع بخش بخش مرکزی شهرستان میاندورود در استان مازندران ایران.

## جمعیت
این روستا در دهستان کوهدشت قرار داشته و براساس آخرین سرشماری مرکز آمار ایران که در سال ۱۳۸۵ صورت گرفته، جمعیت آن ۱۴۱نفر (۳۴خانوار) بوده‌است.